# Holonga (Vavaʻu)
Holonga ist ein Ort der Inselgruppe Vavaʻu im Norden des pazifischen Königreichs Tonga im Distrikt Leimatuʻa.
Holonga hat 414 Einwohner (Stand 2021).

## Geographie
Holonga ist der nördlichste Ort von Vavaʻu. Der Name bedeutet „Flucht“ (Zufluchtsort?). In der Nähe liegt der Flughafen Vavaʻu.

## Klima
Das Klima ist tropisch heiß, wird jedoch von ständig wehenden Winden gemäßigt. Ebenso wie die anderen Orte der Vavaʻu-Gruppe wird Holonga gelegentlich von Zyklonen heimgesucht.